# Animita de Romualdito
Romualdito es una animita surgida en los años 1930 en la calle San Borja casi esquina Avenida Libertador General Bernardo O'Higgins, a un costado de la Estación Central de Ferrocarriles, en Santiago de Chile.
Esta animita está ubicada en una antigua pared de varios metros oscurecida por el humo de velas permanentemente encendidas y repleta pequeñas casitas y de placas con inscripciones de agradecimiento por los milagros que sus seguidores atribuyen a esta animita. La fe popular es tal que, cuando se realizó la remodelación y reconstrucción del contorno de la Estación Central, esta pared no fue removida. Por su ubicación cercana a la estación ferroviaria tiene muchos seguidores de provincias de Chile y del extranjero.
Las animitas son un monumento funerario popular que surgen por la misericordia del pueblo, en el mismo lugar donde las personas fueron asesinadas o perdieron la vida en un accidente en el entendido que sus almas permanecen ahí.  A ellas les construyen casetas llamadas casilla, templete, ermita o gruta. Están techados a dos aguas, con velas en su interior, y pueden abogar ante los espíritus superiores para ayudar a los vivos a resolver problemas. Cada milagro que ella hace se agradece con una placa en el muro o templete construido. Las placas han ocupado toda la superficie de los templetes y prácticamente todo el muro.

## Teorías de la identidad de Romualdito

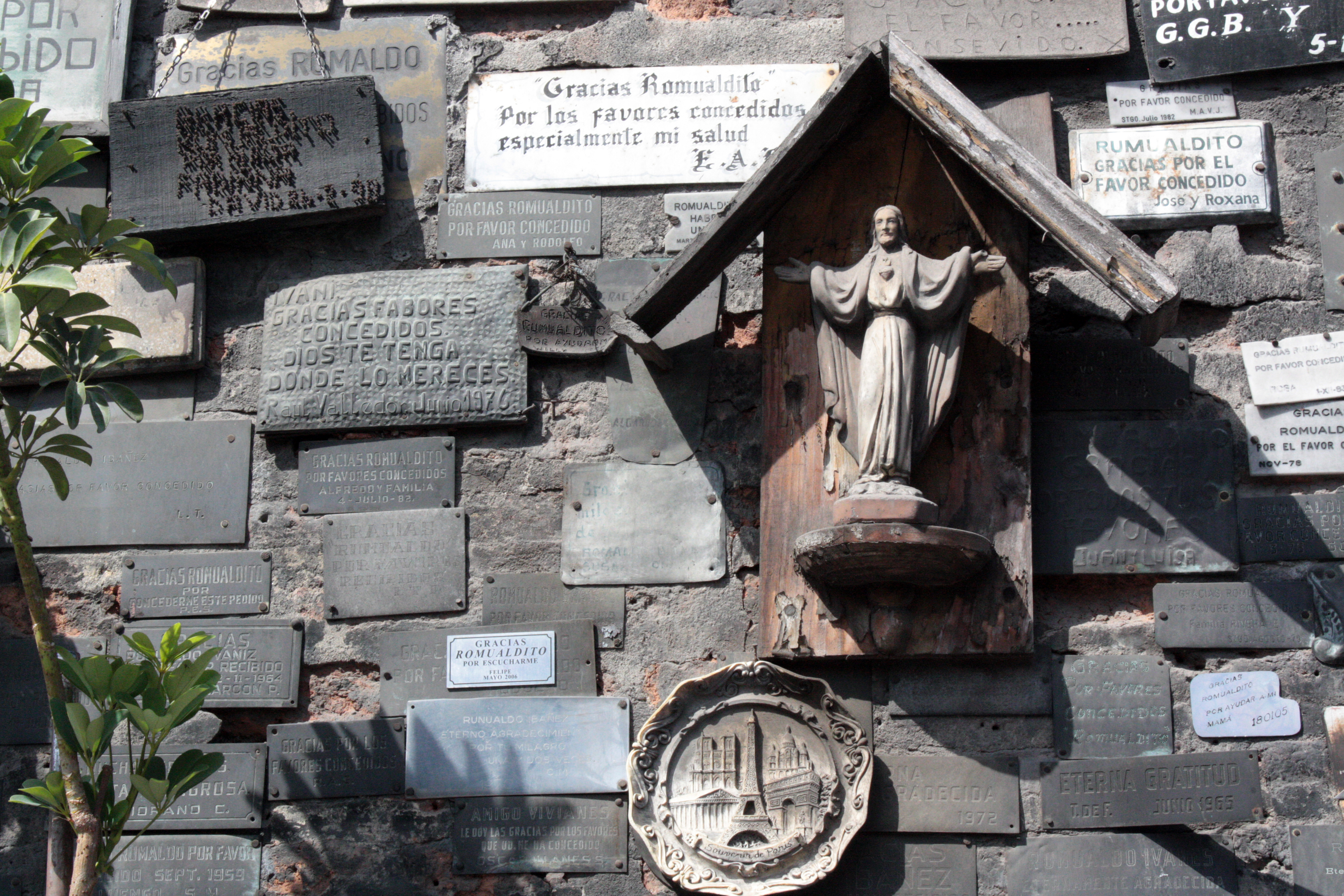
Placas de agradecimiento

Oreste Plath en su libro «L’Animita» recoge las diversas historias sobre su identidad y las circunstancias en que perdió la vida:
Posible asesinato
- Un mito dice que era un paciente de tuberculosis que salía del Hospital Barros Luco, aún convaleciente, cuando fue asaltado por maleantes para quitarle el poncho que lo abrigaba y 15 pesos (5 pesos según otros).[2][3][4]
- Otro apunta a que fue un niño violado y luego asesinado por vagabundos en dicho lugar.[2][4]

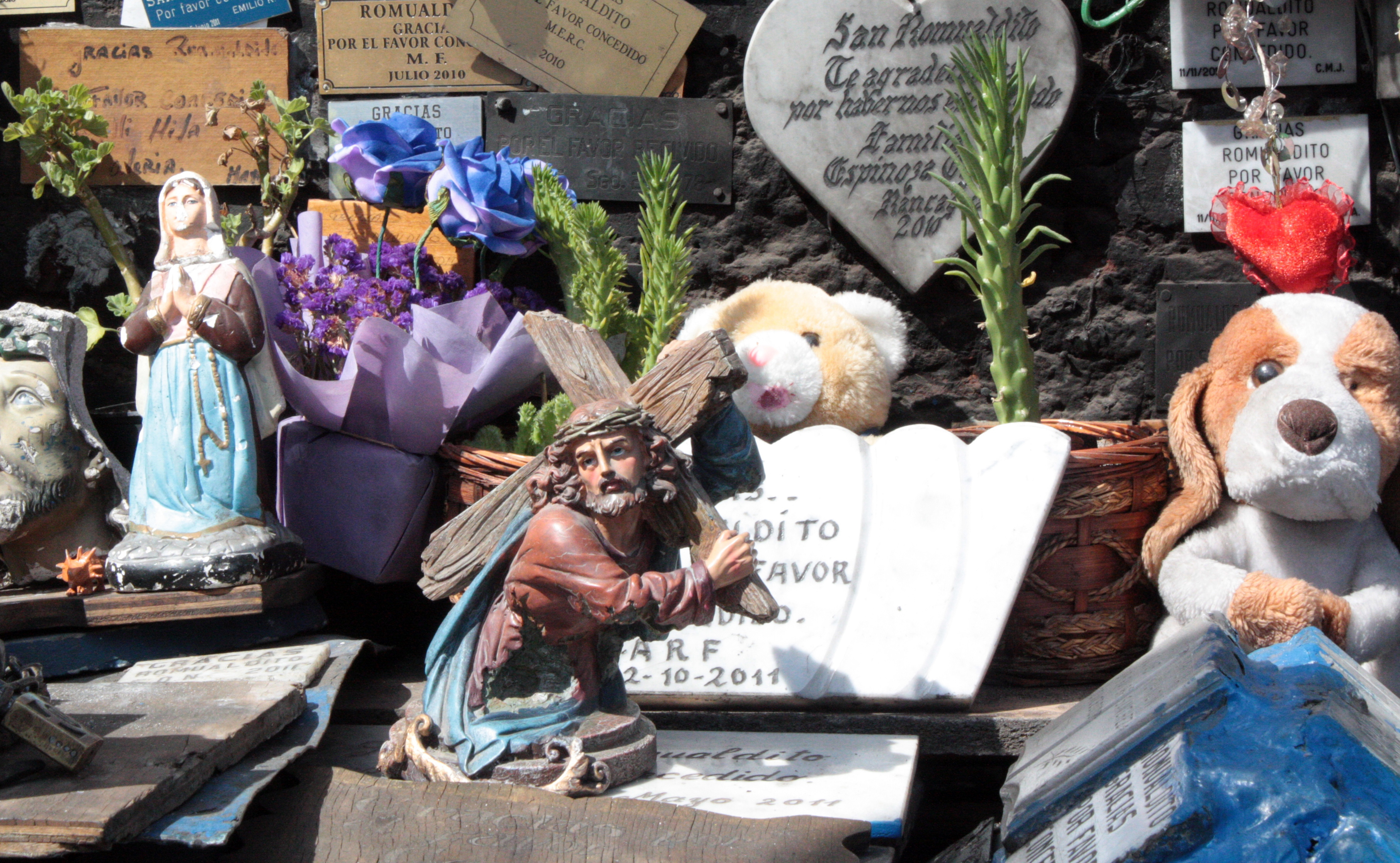
Imágenes que dejan los agradecidos

- Imágenes que dejan los agradecidosDe acuerdo con otra versión, era un huaso (campesino) que vino a sanarse a la capital y fue confundido con un hombre adinerado y lo mataron al no tener dinero.[2][3][4]
- Se dice asimismo que el era un joven deficiente mental que hacía trabajos para los vecinos y que unos maleantes lo mataron a golpes y cuchilladas para robarle.[2][3]
- Finalmente, algunos sostienen que fue un delincuente abatido por la policía y que, tal como en el caso de Emilio Dubois, ayudaba a la gente.[3][4]

Posible nombre
- Uno de los nombres más aceptado es el de Romualdo Ibáñez; sin embargo el mismo nombre es objeto de discusión en las placas de agradecimiento de los fieles:
  - Remialdito.[3]
  - Reynaldo.[3]
  - Romalcito.[3]
  - Ronaldo.[3]
  - Rumaldo.[3]
  - Rumualdito.[3]
  - Romualdo.[3]
- Respecto al apellido, tampoco hay consenso:
  - Ibanez.[3]
  - Ibaniz.[3]
  - Ivane.[3]
  - Ivanez.[3]
  - Ivani.[3]

Una investigación publicada en el diario La Nación el 21 de noviembre de 1947, señala que el surgimiento de la animita habría ocurrido alrededor de 1935, luego que un camión embistiera contra cuatro carretoneros que se ubicaban en el lugar.

## La investigación de la policía
Un grupo de investigación de hechos históricos y aspirantes a detectives de la Policía de Investigaciones de Chile (PDI), determinó la identidad y causa de la muerte de Romualdito: Romualdo Ivani Zambelli, era un mecánico chileno descendiente de italianos, soltero de 42 años al momento de ser asaltado por delincuentes y asesinado de una estocada en el corazón en la esquina de Alameda con calle San Borja, a las 20:40 horas del martes 8 de agosto de 1933. Romualdito era oriundo de San Bernardo y desde 1930 vivía en calle Covarrubias (hoy Lisperguer) 3548, entonces de propiedad de Ferrocarriles del Estado, afirma Gilberto Loch, jefe del grupo investigador que encontró el parte policial de la época que indicaba su dirección y datos familiares. La investigación no corroboró que se tratara de un convaleciente de tuberculosis, mal masivo en esa época, y no se encontraron registros, aunque sí es históricamente verosímil que muchos afuerinos que sufrían esta enfermedad fueran asaltados en las peligrosas calles cercanas de la estación mientras esperaban su tren.
La PDI ha recuperado una fotografía de Romualdito desde el informe de autopsia, mediante software se logró 'abrir' sus ojos.